# Écologie industrielle et territoriale
 (octobre 2021).
La mise en forme du texte ne suit pas les recommandations de Wikipédia : il faut le « wikifier ».
Les points d'amélioration suivants sont les cas les plus fréquents :
- Les titres sont pré-formatés par le logiciel. Ils ne sont ni en capitales, ni en gras.
- Le texte ne doit pas être écrit en capitales (les noms de famille non plus), ni en gras, ni en italique, ni en « petit »…
- Le gras n'est utilisé que pour surligner le titre de l'article dans l'introduction, une seule fois.
- L'italique est rarement utilisé : mots en langue étrangère, titres d'œuvres, noms de bateaux, etc.
- Les citations ne sont pas en italique mais en corps de texte normal. Elles sont entourées par des guillemets français : « et ».
- Les listes à puces sont à éviter, des paragraphes rédigés étant largement préférés. Les tableaux sont à réserver à la présentation de données structurées (résultats, etc.).
- Les appels de note de bas de page (petits chiffres en exposant, introduits par l'outil «  Source ») sont à placer entre la fin de phrase et le point final[comme ça].
- Les liens internes (vers d'autres articles de Wikipédia) sont à choisir avec parcimonie. Créez des liens vers des articles approfondissant le sujet. Les termes génériques sans rapport avec le sujet sont à éviter, ainsi que les répétitions de liens vers un même terme.
- Les liens externes sont à placer uniquement dans une section « Liens externes », à la fin de l'article. Ces liens sont à choisir avec parcimonie suivant les règles définies. Si un lien sert de source à l'article, son insertion dans le texte est à faire par les notes de bas de page.
- La présentation des références doit suivre les conventions bibliographiques. Il est recommandé d'utiliser les modèles {{Ouvrage}}, {{Chapitre}}, {{Article}}, {{Lien web}} et/ou {{Bibliographie}}. Le mode d'édition visuel peut mettre en forme automatiquement les références.
- Insérer une infobox (cadre d'informations à droite) n'est pas obligatoire pour parachever la mise en page.

Pour une aide détaillée, merci de consulter Aide:Wikification.
Si vous pensez que ces points ont été résolus, vous pouvez retirer ce bandeau et améliorer la mise en forme d'un autre article.
 (août 2021).
L'article doit être relu — et modifié si nécessaire — par des contributeurs indépendants pour apporter un regard critique aux contributions effectuées en violation des conditions d'utilisation de Wikipédia, tant sur la forme (notamment concernant le style encyclopédique, la proportionnalité) que sur le fond (la neutralité de point de vue, la qualité et l'indépendance des sources).
 (août 2021).
L’Écologie Industrielle et Territoriale (EIT), est un des 7 piliers de l’économie circulaire défini par l’ADEME. Cet item est un système, une pratique, un mode d’organisation de mutualisation des ressources dans un contexte territorial local. Les déchets qualifiés dans un premier temps deviennent ensuite des ressources pour d’autres acteurs locaux ou de nouvelles activités. Ainsi, l’empreinte carbone est diminuée et les déchets et pollutions sont limitées.
Ce circuit-court permet une gestion innovante des déchets, avec des leviers :
- Économiques : création d’emplois locaux
- Environnementaux : diminution de l’empreinte carbone et gestion des ressources réfléchie
- Sociaux : échanges inter-entreprises, création de partenariats

Une approche appliquant la règle des 5 R (refuser, réduire, réutiliser/réparer, recycler et « rendre à la terre »), visant à minimiser la production et l'impact de nos déchets, est ainsi visé par ce pilier de l’économie circulaire.

## La place de l’Écologie Industrielle et Territoriale dans l'économie circulaire
Les 7 piliers de l’économie circulaire définis par l’ADEME doivent être activés ensemble pour pouvoir offrir le plus de synergies possibles et fonctionner en complète harmonie avec tous les enjeux des 7 piliers.
Le pilier de l’Écologie Industrielle et Territoriale (EIT) se place dans la catégorie « Demande et usage » car il permet une gestion efficace et optimisée des déchets en mutualisant les ressources au sein d’un territoire.

## Contexte réglementaire
Les lois en faveur de l’économie circulaire font leur apparition dès 2015. En 2009, ce nouveau modèle n’est pas encore employé mais la loi Grenelle 1 présente la hiérarchie du traitement des déchets (réemploi, réutilisation, recyclage, valorisation énergétique et l'élimination) dans le Code de l’Environnement.
Le terme apparaît dans les textes en 2015 avec la Loi relative à la Transition Énergétique pour la Croissance Verte (LTECV). Elle lutte contre le dérèglement climatique et pour la préservation de l’environnement et vise également le renforcement de l’autonomie énergétique pour améliorer la qualité de vie des ménages. Dans le secteur de la construction, elle fixe de nouveaux objectifs de filières avec la valorisation de 70% des déchets du BTP en France ou encore la réduction de 50% des déchets envoyés en décharge. 
Depuis, plusieurs lois en faveur de l’économie circulaire, et plus particulièrement le secteur du BTP, évoluent et prennent de l’ampleur.
On retrouve notamment :
- La Feuille de Route Économie Circulaire (FREC) établie en 2018 : elle fixe quatre objectifs dont mieux produire, mieux consommer, mieux gérer les déchets et mobiliser la chaîne d’acteurs et présente ainsi 50 mesures phares. Dans le BTP, il s’agit par exemple de faire évoluer le diagnostic déchets avant démolition ou de diffuser des guides techniques afin d’encourager le réemploi et la réutilisation[4].

- La Loi Finances 2019 : la Taxe Générale sur les Activités Polluantes (TGAP) augmente pour certaines activités dont l’incinération et l’enfouissement. Elle vise donc à sensibiliser les acteurs sur de nouvelles solutions à adopter pour le traitement des déchets[5].

- La Loi Anti-Gaspillage et Économie Circulaire (AGEC) : adoptée le 10 février 2020 dans le but de légiférer la FREC, elle recense des articles visant à accélérer le développement de l’économie circulaire selon 5 grands axes (sortir du plastique jetable, mieux informer les consommateurs, lutter contre le gaspillage et le réemploi solidaire, agir contre l’obsolescence programmée et mieux produire). 10 articles concernent le BTP avec pour objectifs de renforcer la traçabilité, augmenter la collecte et la valorisation des déchets du BTP, améliorer le maillage territorial et accélérer le développement de filières[6].

- La Réglementation Environnementale (RE2020) : applicable à partir du 1er janvier 2022, l’objectif de cette loi est de généraliser les bâtiments à énergie positive avec une empreinte carbone réduite sur l’ensemble du cycle de vie, de la conception à la démolition. Les objectifs sont aussi de promouvoir la sobriété énergétique et de garantir le confort pour les occupants en cas de forte chaleur[7].

Outre les réglementations appliquées à l’économie circulaire, les acteurs du bâtiment doivent également se conformer aux lois du logement, et notamment la loi portant sur l’Évolution du Logement de l’Aménagement et du Numérique (ELAN) datant de novembre 2018. 
Les objectifs sont clairs :
- Construire plus, mieux et moins cher ;
- Restructurer et renforcer le secteur du logement social ;
- Répondre aux besoins de chacun et favoriser la mixité sociale ;
- Améliorer le cadre de vie et renforcer la cohésion sociale.

L’évolution de la réglementation et le contexte actuel (raréfaction des ressources, flambée des prix des matières premières, etc.) obligent les professionnels de la construction à adopter un nouveau comportement ou à l’améliorer pour répondre aux enjeux environnementaux, sociaux et économiques.

## L’Écologie Industrielle et Territoriale: origines et définitions
Les termes « écologie industrielle » (ou "symbiose industrielle") et « écosystème industriel » font leur apparition en 1989 dans la revue « Scientific American ». Robert Frosh et Nicolas Gallopoulos, responsables de la Recherche chez General Motors, expliquent alors qu’un écosystème industriel pourrait fonctionner de la même façon qu’un écosystème biologique. Ce n’est pourtant qu’en mai 1991 lors du colloque scientifique de Washington que l’écologie industrielle est finalement évoquée. Pendant cette décennie, plusieurs interprétations de cette notion seront données, d’où la difficulté de définir spécifiquement ces termes. Cependant, de nombreux points communs sont levés dans ces définitions sur l’Écologie Industrielle, dont :
- Elle repose sur l’écologie scientifique et sur les sciences de l’ingénieur ;
- Elle est pluridisciplinaire et s’appuie sur les sciences économiques, juridiques et sociales ;
- L’écosystème parfait n’existe pas et n’existera jamais ;
- Elle repose sur une vision globale et systémique de tous les composants du système industriel ainsi que de leurs flux avec la biosphère ;
- Les flux, stocks de matières, d’énergie et d’informations liés aux activités humaines constituent le cœur de son étude ;
- La dynamique technologique est indispensable pour assurer la transition du système industriel actuel vers un système viable.

L’EIT est un des sept piliers de l’économie circulaire où chaque terme a son importance. En effet, il unifie deux expressions distinctes : l’écologie industrielle, précédemment évoquée, et l’écologie territoriale.
- L’Écologie Industrielle : c’est une approche tirée du management environnemental. L’intégration de l’environnement, généralement à cause de la réglementation devient une obligation pour les entreprises de limiter leur impact environnemental. L’Écologie Industrielle combine plusieurs approches : elle prend en compte les flux de matière et d’énergie dans l’objectif d’obtenir un écosystème global (interne et externe à l’entreprise). Elle s’appuie finalement sur le métabolisme de cet écosystème pour opérer, gérer et optimiser les flux et mieux contrôler ses déchets et son impact. Finalement, ce sont les relations entre les sociétés industrielles qui prônent dans cette expression[11]. La ville de Kalundborg, au Danemark, est notamment connue pour son rôle pionnier en matière de « symbiose » industrio-environnementale, la gestion intelligente des besoins en matières premières et des rejets de déchets permettant la création d'un véritable écosystème industriel créé de toutes pièces entre industries voisines. Le but est que chaque industrie se nourrisse des rejets de ses voisins afin de minimiser les besoins en matières premières et de réduire les déchets à leur portion congrue.
- L’Écologie Territoriale : ce terme se rapporte aux relations entre les humains et le territoire. Ce dernier est un espace qui peut être considéré à plusieurs échelles : local, départemental, régional, national, mondial. Dans chaque cas, il constitue une unité cohérente, physique, administrative et humaine[12]. L’Écologie Territoriale a pour but d’analyser et de gérer le métabolisme des territoires.

De la fusion de ces deux expressions naît l’EIT caractérisant les relations globales, c’est-à-dire les flux de matière, d’énergie et les activités humaines les générant à l’échelle d’un écosystème. Cette compatibilité actionne ainsi des synergies.
L’EIT est donc une pratique, un mode d’organisation qui permet la mise en commun de ressources à l’échelle d’un territoire grâce aux solutions innovantes de l’industrie et de l’artisanat pour entreprendre un nouveau cycle pour la matière. Par conséquent, les déchets et flux auparavant délaissés deviennent une ressource pour une autre activité ou pour des acteurs locaux impliqués dans cette boucle d’EIT. La pollution, le prélèvement de matières premières ou encore la production de déchets sont ainsi limités. La mutualisation des besoins constitue un facteur-clé pour engendrer cette démarche, qui améliore la résilience économique du territoire et génèrent de nombreux emplois. En plus de ces bénéfices environnementaux et économiques, le développement de relations partenariales est une conséquence directe de l’EIT qui encourage les échanges inter-entreprises.

## Exemples de démarches d'Ecologie Industrielle et Territoriale
En France :
- Réseau SYNAPSE fédère les différents acteurs de l’écologie industrielle. Structuré par l’ADEME, ce réseau recense les initiatives à l'échelle nationale et met à disposition un certain nombre de ressources pour encourager la mise en place de ces démarches.
- Projet Chantier Concerté porté par l'Union Sociale pour l'Habitat et la société Agyre, mettant en relation plus de 20 bailleurs sociaux et entreprises spécialisées dans le BTP pour mettre en place des circuits courts d'approvisionnement en matériaux de construction et promouvoir le réemploi et le recyclage dans ce secteur.
- Biotop[13] : association basée à la Rochelle comprenant 150 entreprises adhérentes, et visant à accompagner les territoires sur l'élaboration de stratégies pour réduire leur impact environnemental par le déploiement d'initiatives d'EIT.
- Club d'Ecologie Industrielle de l'Aube[13], regroupant 27 adhérents dans 4 collèges, avec pour ambition d'organiser les Rencontres Francophones de l'Ecologie Industrielle et Territoriale (RFEIT), d'animer une démarche EIT sur le département de l'Aube, co-animer les Réseaux EIT Grand-Est et organiser des journées de formations et de visites de sites.
- Etude de flux sur le domaine industriel SaôneOr[13] portée par le territoire du Grand Châlon.
- CLES (Coopération Locales et Environnementales en Synergies)[13], porté par le Groupement des Usagers du Port de Strasbourg, l'ADEME et la Région Grand Est, vise à optimiser la gestion des ressources par des solutions mutualisées sur le secteur de la zone portuaire de Strasbourg.

A l'international :
- L'écoparc de Kalundborg, qui figure aujourd’hui parmi les modèles les plus connus d'application des principes de l'écologie industrielle, comprenant une douzaine d’accords d’échange de flux passées entre une dizaine d'acteurs de Kalundborg, dont une usine de panneaux en plâtre (Gyproc), une raffinerie (Statoil), une centrale électrique (Asnaes), le site principal de Novo Nordisk (biotechnologie), et enfin la municipalité elle-même.